# Tarchonanthus parvicapitulatus
Tarchonanthus parvicapitulatus là một loài thực vật có hoa trong họ Cúc. Loài này được P.P.J.Herman mô tả khoa học đầu tiên năm 2002.